# 瀬尾拡史
瀬尾 拡史（せお ひろふみ、1985年 - ）は日本の医療CGプロデューサー、医師、株式会社サイアメント代表取締役。東京大学大学院医学系研究科生体物理医学専攻博士課程在籍。京都造形芸術大学客員教授。

## 略歴
筑波大学附属駒場中学校・高等学校在学中に驚異の小宇宙 人体を視聴し、そのCG映像に衝撃を受ける。高校卒業後の進路として、科学に基づいた映像を作り出すために医学を学ぶことを決意し、2005年に東京大学理科三類、2006年にデジタルハリウッドにそれぞれ入学（ダブルスクール）。東京大学在学中に、ジョンズ・ホプキンス医学校（英語: Johns Hopkins School of Medicine）及びトロント大学に短期留学、メディカルイラストレーションを学ぶ。
東京大学医学部医学科在学中に、チューターであった法医学教授（当時）である吉田謙一の勧めもあり、裁判員制度に用いる3DCGの作成を最高検察庁に提案、裁判員裁判第1号事件の証拠資料となる3DCGを制作、この功績で2010年(平成21年度)に東京大学総長賞・総長大賞を受賞した。
2011年、東京大学医学部附属病院にて研修医として勤務する傍ら、株式会社サイアメントを設立、研修医修了後に代表取締役に就任。
2014年、「マルチスケール・マルチフィジックス心臓シミュレータ UT-Heart」という映像作品を発表。筑波大学附属駒場中学校・高等学校の先輩である森下唯と小田啓太の協力の下、東京大学久田・杉浦・鷲尾・岡田研究室が開発しているマルチスケール・マルチフィジックス心臓シミュレータ「UT-Heart」の働きを可視化した映像は世界で高く評価され、翌年、SIGGRAPH2015にて Best Visualization or Simulation Award を獲得した。
2016年4月、京都造形芸術大学客員教授に就任。

## 受賞歴
- 2009年 京都大学学術映像コンペティション 準入選・学術映像奨励賞
- 2010年 東京大学総長大賞[6]、第8回インディーズアニメフェスタ Scientific Visualization賞、第1回デジタルハリウッド学長賞[15]
- 2012年 Maya Animation Category, Cyberscreen Science Film Festival第2位[16]
- 2014年 総務省 「異能vation」事業 本採択[17]、医学書院 第6回「呼吸と循環」賞
- 2015年 Best Visualization or Simulation Award, SIGGRAPH 2015 Computer Animation Festival[13]